# Stryneelva
Stryneelva, også kaldt Strynselva, er en elv i Stryn kommune , Vestland fylke i Norge. Den er hovedelven i Strynevassdraget, og starter ved udløbet fra Oppstrynsvatnet, og munder ud i Strynebukta i Nordfjord ved kommunecenteret Stryn centrum. Stryneelva er 10,0 km lang (55,3 km regnet fra fjerneste kilde ved Raudeggbræen), og har et afvandingsområde på 537,44 km². Middelvandføringen ved mundingen er 32,2 m³/s.
Elven er en lakseelv. 

## Strynevassdraget
Vassdraget over Oppstrynsvatnet er vidt forgrenet og har sine kilder ved vandskellet mellem Østlandet og Vestlandet. Nedbørområdet omfatter Strynefjellet og den nordvestlige del af Jostedalsbreen. Listen herunder viser de største elve i vassdraget. Hver linje indeholder elvens navn og hvor den munder ud. Bifloder er indrykket i forhold til hovedelven.
- Stryneelva – i Strynebukta fra øst, ved Stryn
  - Glomsdøla – i Oppstrynsvatnet fra nord, 1 km vest for Hjelle
  - Hjelledøla – i Oppstrynsvatnet fra øst, ved Hjelle
    - Sunndøla – 3 km øst for Hjelle, fra syd
      - Tverrelva – 5 km syd for Videsæter, fra øst

    - Videdøla – 1 km vest for Videsæter, fra øst
    - Skjerdingsdøla – 1 km vest for Videsæter, fra nord
      - Grasdøla – 2 km nord for Videsæter, fra nordøst

  - Erdalselva – i Oppstrynsvatnet fra syd, ved Erdal
    - Vesledalselva – 7 km sydøst for Erdal, fra øst

## Beskyttelse
Strynevassdraget blev beskyttet mod kraftudbygning i Verneplan IV for vassdrag i 1993.